# Description de l'Égypte
Description de l'Égypte (Descrizione dell'Egitto) fu una serie di pubblicazioni, iniziata nel 1809 e proseguita fino al volume finale pubblicato nel 1829, che conteneva una descrizione scientifica completa dell'antico e del moderno Egitto, oltre che della sua storia naturale. Si tratta di un'opera scritta da circa 160 studiosi e scienziati, organizzati nella Commission des sciences et des arts, che accompagnarono Napoleone durante la campagna d'Egitto dal 1798 al 1801, nel corso delle guerre rivoluzionarie francesi. Alla stesura dell'opera parteciparono anche circa 2000 artisti e tecnici, tra cui 400 incisori, che alla fine rilegarono il tutto creando l'opera completa.
Il titolo completo dell'opera è Description de l'Égypte, ou Recueil des observations et des recherches qui ont été faites en Égypte pendant l'expédition de l'armée française (Descrizione dell'Egitto, o la raccolta di osservazioni e ricerche fatte in Egitto durante la spedizione dell'esercito francese).

## Stesura
Circa 160 studiosi e scienziati, molti dei quali formatisi presso l'Institut de France, collaborarono alla stesura del Description. Erano i componenti della Commission des sciences et des arts, e circa un terzo di loro divenne in seguito membro dell'Institut d'Égypte.
Alla fine dell'agosto del 1798, per ordine di Napoleone, fu fondato l'Institut d'Égypte nel palazzo di Hassan-Kashif, nella periferia di Il Cairo, con Gaspard Monge come presidente. La struttura dell'istituto era basata su quella dell'Institut de France. L'istituto ospitava una biblioteca, laboratori, workshops e le varie collezioni egizie degli scienziati. Il workshop era particolarmente importante, rifornendo sia gli scienziati che l'esercito del necessario equipaggiamento. Furono costruiti molti nuovi strumenti, per sostituire quelli persi durante l'affondamento della flotta francese nell'agosto del 1798 nella baia di Abū Qīr (battaglia del Nilo) e nella rivolta di Il Cairo dell'ottobre dello stesso anno.
Uno degli obbiettivi dell'Institute era quello di diffondere la conoscenza. Per questo motivo, i saggi pubblicarono una rivista, La Decade Egyptienne, ed un giornale, il Courier de L'Egypte, che fornivano informazioni sull'occupazione francese e le attività dell'esercito francese, della Commission des Sciences et Arts d'Égypte, e dell'Institut stesso.
Personaggi di spicco e membri dell'Institut d'Égypte furono: Bernardino Drovetti (nasce a Barbania il 4 gennaio 1776. Muore a Torino il 9 marzo 1852, Console generale di Francia in Egitto prima con Napoleone e successivamente con Luigi XVIII. Ha vissuto trent'anni in Egitto raccogliendo "una ricca collezione di antichità" nucleo originario del Museo Egizio di Torino, e parte importante della sezione Egizia del Louvre di Parigi.), nel 1798 incontra in Egitto con l’archeologo armatore Arati Stefano II (nipote di Stefano Arati dell’antica famiglia Lombarda, portata in Sicilia nel 1740, maestro razionale del tribunale del Regio Patrimonio, presidente dei tribunali del Concistoro, del Regio Patrimonio della Gran Corte e Cavaliere di Malta), e con lui, diedero vita ad un’intensa collaborazione che fece nascere la prima edizione della Description de l’Égypte .
La prima edizione della Description de l’Égypte, detta imperiale, era formata da nove volumi di testo, dodici volumi di tavole di grande formato e un atlante geografico. L’opera fu divisa in tre parti: Antiquités, dedicata a reperti e monumenti di epoca faraonica eretti lungo il Nilo, État Moderne, sull’architettura araba, gli usi e i costumi degli abitanti dell’Egitto contemporaneo e Histoire Naturelle sulla zoologia, botanica e mineralogia.
L’inizio dell’esplorazione moderna della valle del Nilo viene fatto risalire alla spedizione scientifica che Napoleone Bonaparte volle associare alla campagna d’Egitto da lui condotta tra il 1798 e il 1801, grazie alla quale la Francia mirava a guadagnarsi il controllo di quel paese strategicamente importante per i commerci con l’Oriente. Insieme al nutrito esercito di soldati armati per combattere, sbarcarono quindi ad Alessandria d’Egitto anche 167 scienziati (architetti, ingegneri, disegnatori, botanici, zoologi, mineralogisti, cartografi e tra cui L’Arati e il Drovetti) che avrebbero dovuto documentare i monumenti antichi e contemporanei dell’Egitto, studiarne la geografia, la flora, la fauna, la mineralogia, oltre a descrivere la vita dei suoi abitanti.
Nel febbraio del 1802 un decreto consolare ordinò la pubblicazione degli studi, a spese del governo e a beneficio degli autori. Il lavoro di edizione fu colossale e durò quasi 20 anni. Per questa ambiziosa impresa furono fabbricati 2 milioni di fogli di carta di cotone di grande qualità e dalle dimensioni eccezionali (fino a 135,4 x 70,4 cm), furono impegnati 200 incisori e la stampa fu divisa tra cinque diversi stampatori. Una sessantina di tavole furono colorate a stampa e poi ritoccate con l’acquarello.

L’esplorazione dell’Egitto a opera dei savants e la Description de l’Égypte, di cui lo stesso Drovetti possedeva un esemplare, poi donato all’Accademia delle Scienze, influirono certamente sulla sua decisione di dedicarsi alla ricerca di antichità lungo la valle del Nilo, sulla scia di quel fascino per l’Oriente e l’Antico che appassionava l’Europa. 

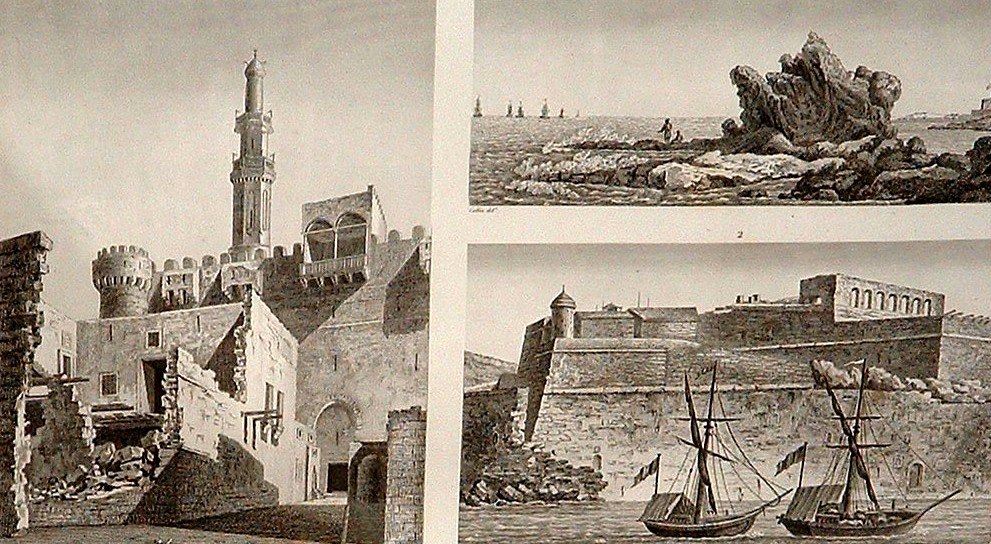
Tavola 87, "Views of Qait Bey Fortress and the Diamant Rock", pubblicata nell'edizione Panckoucke del 1821-1829

L'idea di una pubblicazione che contenesse tutte le scoperte francesi in Egitto era già stata sviluppata nel novembre 1798, quando Joseph Fourier si dedicò al tentativo di unire varie discipline per una nuova pubblicazione. Quando l'esercito francese abbandonò l'Egitto nel 1801, gli scienziati portarono con sé grandi quantità di appunti inediti, disegni, e varie collezioni di piccoli artefatti che avrebbero potuto contrabbandare in Inghilterra.
Nel febbraio 1802, su richiesta di Jean-Antoine Chaptal, ministro degli interni francese, e per decreto di Napoleone, fu deciso che una commissione gestisse la preparazione di una gran quantità di dati per ottenere una singola pubblicazione. Il lavoro completo avrebbe contenuto quanto già pubblicato da La Decade, dal Courier de L'Égypte, dal Mémoires sur l'Égypte (allegato di La Decade pubblicato dal governo francese durante e dopo la campagna d'Egitto) e molte note ed illustrazioni dei vari studiosi e scienziati. L'incredibile quantità di informazioni da pubblicare portarono all'applicazione di un particolare modus operandi: quando si avevano abbastanza informazioni da riempire un volume su un particolare soggetto, le informazioni venivano pubblicate. Nonostante questo, la pubblicazione del primo volume richiese oltre 20 anni.
I primi volumi furono presentati a Napoleone nel gennaio 1808. Inizialmente pubblicato per ordine dell'imperatore (Napoleone), i successivi volumi furono pubblicati per ordine del re, e l'ultimo semplicemente per ordine del governo.
Una seconda edizione (nota come edizione Panckoucke) fu pubblicata da Charles Louis Fleury Panckoucke. Il testo fu ampliato in più volumi e stampato in un formato ridotto.

## Descrizione

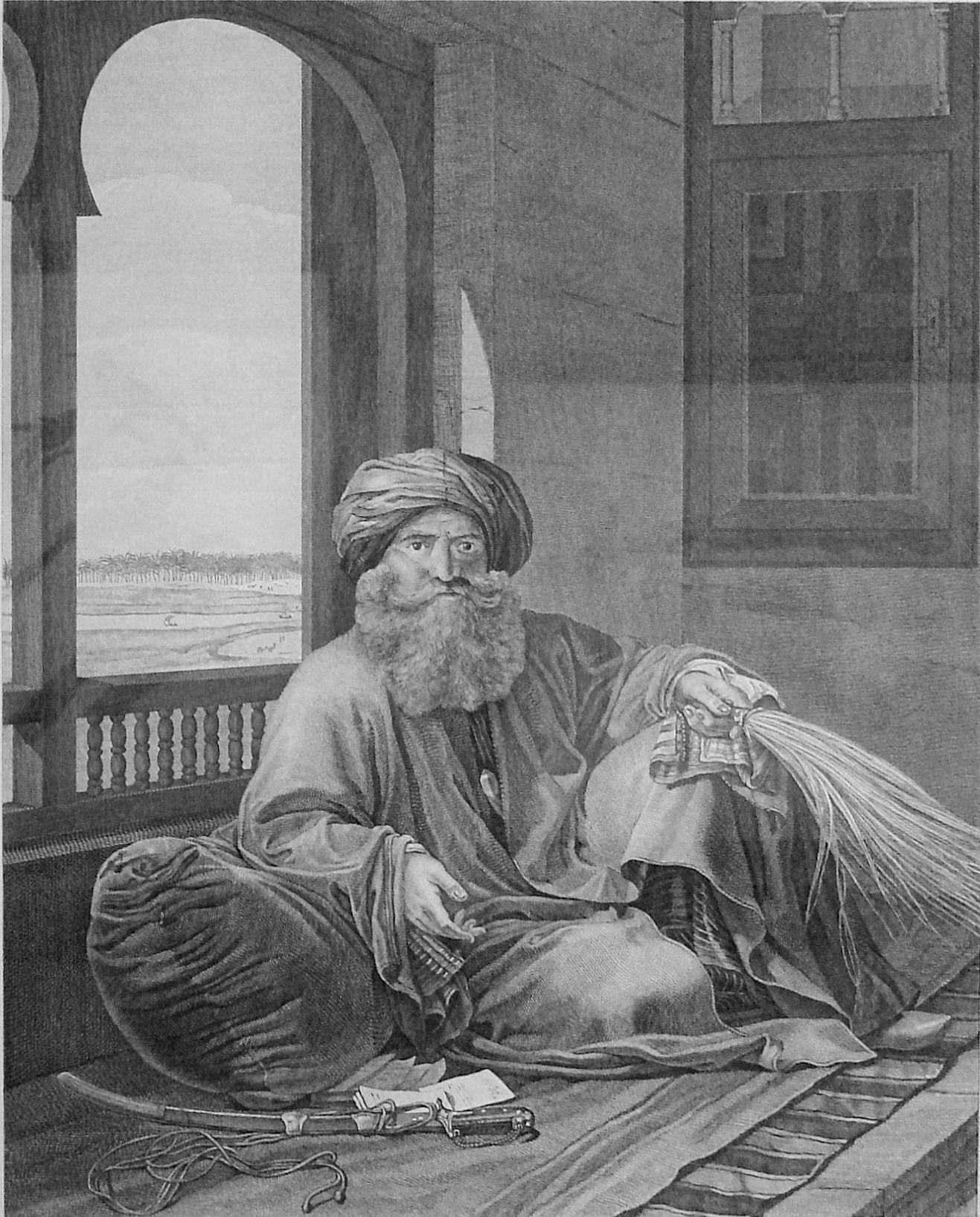
Murad Bey di Dutertre in Description de l'Egypte, 1809

La qualità tipografica dei volumi, la bellezza delle incisioni, e lo strano formato (il Mammutfolio è 1 m x 0,81 m) rende il Description de l'Égypte un'opera eccezionale.
La prima edizione era composta da nove volumi, uno con la descrizione delle immagini e dieci volumi di immagini. Due altri volumi di formato Mammut (chiamati anche Elefanti) contengono immagini provenienti da Antiquites e Etat Moderne, ed infine un volume di mappe (Atlas), portano il totale dei volumi a 23. Esistono anche varianti composte da un numero diverso di volumi.
La seconda edizione è solitamente formata da 37 volumi, con 24 volumi rilegati in 26 libri (il volume 18 è diviso in tre libri), in cui il volume 10 contiene la descrizione delle immagini, seguito da 10 volumi di immagini, più uno di mappe. La seconda edizione fu più economica, ed in bianco e nero. La copertina, comunque, era a colori.
Nei 10 volumi di immagini vi sono 894 tavole, create a partire da oltre 3000 disegni, molti dei quali presenti in Histoire Naturelle (volumi I e II). Alcune delle tavole contengono oltre 100 incisioni raffiguranti flora o fauna. 38 delle tavole sono dipinte a mano. Alcune varianti dell'opera possono contenere alcune tavole in più, ad esempio Bernard J. Shapero Rare Books elenca una seconda edizione di 38 volumi con 909 tavole.
Le tavole sono state ripubblicate parzialmente in diverse opere, di cui le più famose sono la "Bibliotheque Image" e la Taschen GmbH, anche se l'unica riproduzione completa delle tavole fu pubblicata da "Institut De Orient" nel 1988, ed in una successiva edizione nel 1990.

## Edizioni

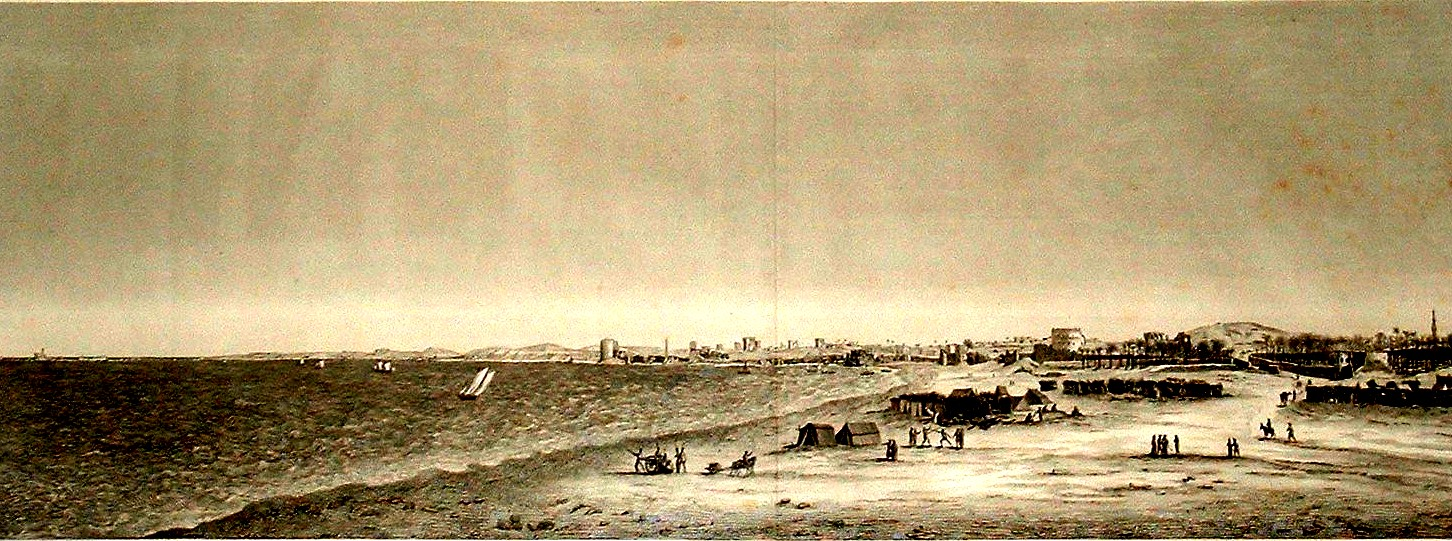

Sembrano esserci numerose varianti di queste edizioni, soprattutto della prima, composte da uno o più volumi supplementari. Ad esempio la Lauinger Library (Georgetown University Library), novembre 2000 - gennaio 2001, elenca una copia della prima edizione presentata a Bernardino Drovetti, console generale francese in Egitto nel 1802–1814 e nel 1821–1826, come composta da 29 volumi, mentre l'edizione "standard" ne conteneva 23 (20 più 3 Mammutfolio).
I volumi geografici (quelli che contengono le mappe) non furono stampati prima del 1828, anche se i volumi sono datati rispettivamente 1818 e 1826. Tutti i volumi datati 1809 furono in realtà stampati la prima volta nel 1810.

### Prima edizione (edizione imperiale)
- Libro 01 (1809), Volume I - Antiquités, Descriptions.
- Libro 02 (1818), Volume II - Antiquités, Descriptions.
- Libro 03 (1809), Volume I - Antiquités, Mémoires.
- Libro 04 (1818), Volume II - Antiquités, Mémoires.
- Libro 05 (1809), Volume I - Etat Moderne.
- Libro 06 (1822), Volume II - Etat Moderne.
- Libro 07 (1822), Volume II - Etat Moderne (2´ Partie).
- Libro 08 (1809), Volume I - Histoire Naturelle.
- Libro 09 (1813), Volume II - Histoire Naturelle.
- Libro 10 (18xx), Volume I - Préface et explication des planches.
- Libro 11 (1809), Volume I - Planches: Antiquités.
- Libro 12 (18xx), Volume II - Planches: Antiquités.
- Libro 13 (18xx), Volume III - Planches: Antiquités.
- Libro 14 (18xx), Volume IV - Planches: Antiquités.
- Libro 15 (1822), Volume V - Planches: Antiquités.
- Libro 16 (1809), Volume I - Planches: Etat Moderne.
- Libro 17 (1817), Volume II - Planches: Etat Moderne.
- Libro 18 (1809), Volume I - Planches: Histoire Naturelle.
- Libro 19 (1809), Volume II - Planches: Histoire Naturelle.
- Libro 20 (1809), Volume IIbis - Planches: Histoire Naturelle.
- Libro 21 (18xx), Volume I - Planches: Antiquités. ("Mammutfolio")
- Libro 22 (18xx), Volume I - Planches: Etat Moderne. ("Mammutfolio")
- Libro 23 (1818), Volume I - Planches: Carte géographiques et topographique.("Mammutfolio")

### Seconda edizione (edizione Panckoucke)
- Libro 01 (1821), Volume I - Tome Premier Antiquités-Descriptions.
- Libro 02 (1821), Volume II - Tome Deuxième Antiquités-Descriptions.
- Libro 03 (1821), Volume III - Tome Troisième Antiquités-Descriptions.
- Libro 04 (1822), Volume IV - Tome Quatrième Antiquités-Descriptions.[2]
- Libro 05 (1829), Volume V - Tome Cinquième Antiquités-Descriptions.
- Libro 06 (1822), Volume VI - Tome Sixième Antiquités-Mémoires.
- Libro 07 (1822), Volume VII - Tome Septième Antiquités-Mémoires.
- Libro 08 (1822), Volume VIII - Tome Huitième Antiquités-Mémoires.
- Libro 09 (1829), Volume IX - Tome Neuvième Antiquités-Mémoires et Descriptions.
- Libro 10 (1823), Volume X - Explication Des Planches, D'Antiquités.[3]
- Libro 11 (1822), Volume XI - Tome Onzième Etat Moderne.
- Libro 12 (1822), Volume XII - Tome Douzième Etat Moderne.
- Libro 13 (1823), Volume XIII - Tome Treizième Etat Moderne.
- Libro 14 (1826), Volume XIV - Tome Quatorzième Etat Moderne.
- Libro 15 (1826), Volume XV - Tome Quinzième Etat Moderne.
- Libro 16 (1825), Volume XVI - Tome Seizième Etat Moderne.
- Libro 17 (1824), Volume XVII - Tome Dix-Septième Etat Moderne.
- Libro 18 (1826), Volume XVIII - Tome Dix-Huitième Etat Moderne.
- Libro 19 (1829), Volume XVIII - Tome Dix-Huitième (2´ Partie) Etat Moderne.
- Libro 20 (1830), Volume XVIII - Tome Dix-Huitième (3´ Partie) Etat Moderne.
- Libro 21 (1824), Volume XIX - Tome Dix-Neuvième Histoire Naturelle, Botanique-Météorologie.
- Libro 22 (1825), Volume XX - Tome Vingtième Histoire Naturelle.
- Libro 23 (1826), Volume XXI - Tome Vingt-Unième Histoire Naturelle, Minieralogie - Zoologie.
- Libro 24 (1827), Volume XXII - Tome Vingt-Deuxième Histoire Naturelle, Zoologie. Animaux Invertébrés (suite).
- Libro 25 (1828), Volume XXIII - Tome Vingt-Troisième Histoire Naturelle, Zoologie. Animaux Invertébrés (suite). Animaux Venteures.
- Libro 26 (1829), Volume XXIV - Tome Vingt-Quatrième Histoire Naturelle, Zoologie.
- Libro 27 (1820), Volume I - Planches: Antiquités.
- Libro 28 (182x), Volume II - Planches: Antiquités.
- Libro 29 (182x), Volume III - Planches: Antiquités.
- Libro 30 (182x), Volume IV - Planches: Antiquités.
- Libro 31 (1823), Volume V - Planches: Antiquités.
- Libro 32 (1822), Volume I - Planches: Etat Moderne.
- Libro 33 (1823), Volume II - Planches: Etat Moderne.
- Libro 34 (1826), Volume I - Planches: Histoire Naturelle.
- Libro 35 (1826), Volume II - Planches: Histoire Naturelle.
- Libro 36 (1826), Volume IIbis - Planches: Histoire Naturelle.
- Libro 37 (1826), Volume I - Planches: Atlas géographique.